# Калита
Калита́ — селище в Україні, центр Калитянської громади Броварського району Київської області. Населення 4754 мешканці (2020).
Розташоване за 44 км від межі Києва та за 55 км від його центру. З Києвом має регулярне транспортне сполучення.

## Історія
Нинішнє селище Калита має давньоруські корені, але вперше згадується в польській люстрації 1628 р. Засновником села за переказом вважається легендарний Калита, який приплив сюди човном. У пізнє середньовіччя або ранній Новий час (XVI—XVII століття) тут було військове козацьке поселення заможних «виборних» козаків.
У переписній книзі Малоросійського приказу (1666) є запис про село Калита. У ньому було 18 дворів (серед них 1 двір — «ґрунтовий» без коней та волів), 18 чоловіків. У господарствах загалом було 9 волів та 16 коней. У книзі поіменно перелічено всіх чоловіків.
1859 року у селі козачому та власницькому Семиполковської волості Остерського повіту Чернігівської губернії, мешкало 1554 особи (793 осіб чоловічої статі та 761 — жіночої), налічувалось 199 дворових господарства, існувала православна церква.
Під час організованого радянською владою Голодомору 1932—1933 років померло щонайменше 57 жителів селища.

## Легенди

### Походження назви
За переказами село було розташоване на березі річки Калита.

### Легенда про багатого мірошника
На березі річки жив гордовитий мірошник, який ні з ким не підтримував добрих стосунків — не родичався і грошей не позичав, за що отримав прізвисько «Калита», тобто шкіряний мішок з грошима. Згодом прізвисько стало назвою для місця, де був розташований млин, ще пізніше так стали називати і всі сусідні помешкання.

### Козак Калита
За іншою легендою на великому човні приплив козак на прізвисько Калита, оселився на березі річки, згодом поселення розрослося і постало велике село. Після смерті, козака було поховано на високому березі, на його могилі поставили церкву. Сучасна калитянська Свято-Миколаївська церква дійсно стоїть на місці давньої козацької церкви. Під час будівництва нової церкви на старому фундаменті, під фундаментом було знайдено людські останки.

## Символіка
Селище розташоване на вітряному підвищенні, зручному для побудови вітряків, а тому тут здавна процвітало мірошництво — молоти зерно привозили з усіх сусідніх поселень. Старожили розповідають, що іще на початку XX століття тут діяло 62 вітряка. Золотий вітряк і став символом селища.

## Населення
У 1970 р. у селі проживало 2109 жителів, у 1989 — 5500 жителів.

### Мова
Розподіл населення за рідною мовою за даними перепису 2001 року:
| Мова            | Кількість | Відсоток |
| --------------- | --------- | -------- |
| українська      | 4655      | 93.44%   |
| російська       | 296       | 5.94%    |
| болгарська      | 8         | 0.16%    |
| білоруська      | 6         | 0.12%    |
| вірменська      | 2         | 0.04%    |
| польська        | 2         | 0.04%    |
| інші/не вказали | 13        | 0.26%    |
| Усього          | 4982      | 100%     |

## Освіта
Перша школа в селі з'явилася на початку XIX ст., містилася у хаті псаломщика, що стояла на місці сучасного урочища Попівка і була церковнопарафіяльною.
Після проведення земської реформи, земства отримали змогу займатися культурними і господарськими питаннями. У Калиті на гроші громади, найбільший внесок зроблено родичами Александровичів, Миколайчиків та Соболевських, було засноване земське однокласне училище. 14 грудня 1870 р. (День Святого Наума) 48 дітей почали навчання в одноповерховій будівлі. З меблів були: дерев'яні столи, довгі лави, дошка і вчительський стіл. Першою вчителькою була В. Є. Тросницька, яка одержувала заробітну плату від земства: 16 крб на рік і 2 карбованці від батьків учнів. У зв'язку з відсутністю господарства, продуктами вчительку забезпечували жителі села по черзі (за цим стежив попечитель, обраний батьками). Учителів у школі було троє: священик (Закон Божий); дяк (церковний спів) і вчителька (викладала грамоту, арифметику, малювання й географію). У 1879 р. в школі навчалося 96 учнів.
1895 р. в Калиті налічувалося 1554 жителів, в училищі навчалося 118 дітей, зокрема й 10 дівчаток. Вчителював Петро Пархоменко, навчали російською мовою.
За даними «Памятной книжки Киевского учебного округа на 1901 год. Часть 4. Черниговская губерния» в Калитянському початковому народному училищі навчалося 95 хлопців та 17 дівчат, закінчили навчання 15 учнів. Дітей що добре навчалися, нагороджували хрестиками.
Після подій 1917 року двокласне земське початкове народне училище припинило своє існування. Відкрилася у Калиті чотирирічна школа після 1920 року, розташована була в тому самому приміщенні, викладали ті самі предмети, навчання (як і до 1917 р.) було необов'язковим. Працювали завідувач (М. П. Наумов) і п'ять учителів (згадують Г. І. Вознесенську та Марека).
У 1932 р. чотирирічна школа була реорганізована в семирічну. У класах сиділи діти різного віку — навчання стало обов'язковим. Освітній заклад очолював Є. М. Яківець, при школі була організована комсомольська організація. У 1933/1934 навчальному році директором школи призначили А. М. Зотко. Приміщення, збудоване 1870 р., почало руйнуватися й було замалим для семирічної школи. За розпорядженням влади навчання перенесли в хату заможного селянина В. Дяченка, розкуркуленого як володаря круподерки.
У 1933 р. Анастасія Матвіївна Зотко, з дозволу влади, при школі відкрила оздоровчий інтернат. До нього зараховували дітей-сиріт і дітей з бідних сімей, після уроків їх годували галушками, «кандьором», пшоняною кашею. Потрапити до цієї групи означало врятуватися від голодної смерті під час Голодомору. Вихователькою працювала М. М. Соболевська.
У 1936 р. було побудовано довгу двоповерхову цегляну Калитянську школу, яку було потиньковано і вкрито залізним дахом. У школі працював швейцар, який слідкував за порядком, дзвонив на уроки і з уроків. Викладалися російська та українська мови й літератури, математика, географія, історія СРСР, біологія, фізика, німецька мова, співи. Викладачі були немісцеві, більшість приїхали з великих міст. Так, Надія Сергіївна Бугайова (викладач німецької мови), яка походила з дворянської родини, змушена була виїхати з Ленінграду, рятуючись від репресій.
У 1940 р. школу закінчили 18 хлопців і 6 дівчат. Це був перший випуск середньої школи (десятирічки). Випускники були з с. Калита і з навколишніх сіл Опанасова, Сокирин, Омелянів, Нічогівки. У вересні 1943 р. відступаючи, німці спалили нову школу. Але вже навесні 1944 р. освітній заклад почав працювати у старому дореволюційному приміщенні. Першим директором після війни був І. Т. Незнал. Викладали корінні калитяни Г. О. Булава, М. М. Соболевська, І. І. Дужик, К. Я. Авраменко, Є. Я. Турчин.
У 1949 р. директором закладу призначили І. Д. Малицького. У школі вчилося близько 300 дітей, працювало 9 учителів.
З серпня 1951 р. і до 18 березня 1954 р школу очолює В. О. Чистяков, він відкрив філію Калитянської семирічки, школу на х. Переможця, де вчилися 22 учні.
З 1954 р. до 1 вересня 1973 р. школою керував В. А. Міщенко, під його керівництвом було побудовано двоповерхове шкільне приміщення.
У зв'язку з грандіозним будівництвом комплексу з виробництва м'яса на промисловій основі та комбікормового заводу у 1971 р., перемістили центр села, у новому центрі звели велику школу. У серпні 1973 р. директором школи призначили В. Ф. Писаренка. Школа була розрахована на 580 учнів, але незабаром школу відвідувало понад 1100 дітей, у зв'язку з цим навчати стали в дві зміни. Неподалік від старого почали будувати нове приміщення школи. Завдяки допомозі радгосп-комбінату «Калитянський» було збудовано новий корпус початкової школи, у якому відкрили два музеї, шкільний телецентр, бібліотеку із фондом понад 50 тис. книжок. Старшокласники обладнали стрілецький тир.
Колектив школи був учасником і призером ВДНГ у Москві. У школі працювали спортивні секції, творчі колективи: хор хлопчиків, хор учителів, танцювальний ансамбль, вокально-інструментальні групи, самодіяльний театр. Ініціатором багатьох справ був Заслужений учитель УРСР І. О. Осадчий. Тривалий час учителював А. Ф. Луценко, член Спілки художників України. У 1980 р. школі присуджено ім'я В. І. Леніна.
На 2001 р. в освітньому закладі працює 57 учителів; з них 9 — учителі-методисти, 10 — старші учителі, 10 — нагороджені значком «Відмінник освіти УРСР», 36 — вищої категорії.

## Сучасний стан
Свій статус селища міського типу Калита отримала 1973 року.
У 1970 р. поблизу села розпочалося будівництво комплексу з виробництва м'яса на промисловій основі та комбікормового заводу за італійським проєктом. Село Переможне потрапило в санітарно-захисну зону свинофабрики і було знесено, жителів переселили у Калиту. Начальником будівництва та першим директором комплексу був Б. М. Білоусов. На території села було побудовано багатоповерхові житлові будинки (загальна площа 26 тис. кв.м), школу, дитячий садок, громадський центр та інші установи. За добре спланований проект нового селища авторський колектив у складі І. Л. Дабагяна, Є. С. Коваленка, І. М. Коваленка, Н. І. Литовченка, В. В. Луцкевича, Г. С. Панька, В. П. Скуратівського, С. І. Телюка на Всесоюзному конкурсі на найкращу забудову та благоустрій у 1975 році був удостоєний Дипломом пошани ВДНГ СРСР. У 1976 році автори проекту та будівельники були нагороджені премією Ради Міністрів СРСР.
Тут працює АТ «Калитянський експериментальний завод комбікормів і преміксів» і один з найбільших у країні комплекс сільськогосподарського тваринництва СВАТ «Агрокомбінат "Калита"», філіал Київської фабрики «Роза», СП «Вісла», МП «МДФ», МП «Агропромтехбуд».
25 липня 2015 року на підприємстві СВАТ «Агрокомбінат "Калита"» виявлена африканська чума свиней. Для людини африканська чума свиней — безпечна.

## Персоналії
У Калиті народився, жив і тут похований підпоручик Митрофан Миколайович Александрович (1821—1882), український письменник, автор першої краєзнавчої книги про наш край.
Два випускники Калитянської школи (1941 р.) під час Другої світової війни стали Героями Радянського Союзу: Л. П. Паламарчук з Омелянова та І. С. Самодієв з Калити.
Луценко Анатолій Федорович (17.02.1925-19.10.2002) — Художник, поет, літературознавець, лауреат премії ім. Григорія Сковороди та Івана Огієнка.
Народився 17 лютого 1925 року в селянській родині на Житомирщині. В період репресій родина зазнала важких поневірянь. До війни закінчив 9 класів місцевої школи, потім попав у нацистські концтабори.
Після закінчення війни повернувся у рідне село, працював у колгоспі. У 1946 році вступив до Київського училища прикладних мистецтв, продовжив навчання в Академії мистецтв. Через родинні обставини на деякий час переїхав на Житомирщину, де працював у царині культури.
З 1972 року і до кінця життя працював на Броварщині, у смт Калита. Викладав образотворче мистецтво у школі, організував мистецьку студію «Веселка».
Анатолій Луценко заявив про себе як поет у 1940 році віршем «Весна». Активно друкувався у 60-70-ті роки, проте постійно перебував під наглядом КДБ, і лише зі здобуттям Україною незалежності виходять у світ його збірки поезій: «Живиця отчої землі», «На моїм порозі», «Овогнене життя», «Максимове джерело», «Сонячні зайчата», «Із пекла в пекло», «Кущиста рунь», «Неповторні відтінки».

### Відомі уродженці
- Александрович Митрофан Миколайович (1821—1882) — український письменник.
- Петрина Наталія Василівна (10 лютого 1972 року) — український географ, геоеколог, кандидат географічних наук, доцент Київського національного університету імені Тараса Шевченка.
- Самодієв Іван Андрійович (1922—2001) — Герой Радянського Союзу.[8]